# Осиновская волость (Старобельский уезд)
Осиновская во́лость — историческая административно-территориальная единица Старобельского уезда Харьковской губернии с центром в слободе Осиново.
По состоянию на 1885 год состояла из 16 поселений, 14 сельских общин. Население — 10217 человек (5296 мужского пола и 4921 — женского), 1803 дворовых хозяйства.
|                        | Площадь, десятин | В том числе пахотной, дес. |
| ---------------------- | ---------------- | -------------------------- |
| Сельских общин         | 23789            | 18806                      |
| Частной собственности  | 7931             | 5885                       |
| Казенной собственности | 2534             | 2531                       |
| Другой собственности   | 416              | 401                        |
| В целом                | 34670            | 27623                      |

Крупнейшие поселения волости по состоянию на 1885 год:
- Осиново — бывшая государственная слобода при реке Айдар в 35 верстах от уездного города, 2580 человек, 483 дворовых хозяйства, 2 православные церкви, постоялый двор, 6 лавок, базары, 5 ярмарок в год.
- Заайдаровка — бывшее государственное село при реке Айдар, 1175 человек, 220 дворовых хозяйств.
- Макартетино — бывшее государственное село, 847 человек, 159 дворовых хозяйств, православная церковь.
- Ново-Псков — бывшая государственная слобода, 2614 человек, 421 дворовое хозяйство, православная церковь, школа, 3 лавки, 3 ярмарки в год.
- Роговое — бывшее государственное село, 1215 человек, 215 дворовых хозяйств, молитвенный дом.

Крупнейшие поселения волости по состоянию на 1914 год:
- село Осиново — 4713 жителей;
- село Заайдаровка — 3030 жителей;
- Ново-Псков — 4094 жителя;
- слобода Рогово — 1823 жителя;
- слобода Макартетинка — 1531 житель.

Старшиной волости был Иван Яковлевич Грицун, волостным писарем — Игнат Васильевич Кийко, председателем волостного суда — Михаил Андреевич Протасов.